# Adam Uziembło (polityk II RP)
Adam Uziembło (ur. 9 października 1885 w Paryżu, zm. 1 marca 1971 w Warszawie) – polski polityk, poseł na Sejm Litwy Środkowej i na Sejm Ustawodawczy, wieloletni działacz Polskiej Partii Socjalistycznej.  

## Życiorys
Studiował polonistykę we Lwowie. Wstąpił do konspiracyjnej postępowej organizacji studenckiej „Promieniści” i został redaktorem jej organu prasowego „Promień”. Poznał tam swoją przyszłą żonę, Marię Jadwigę Wierzejską. Zaangażował się w działalność paramilitarnej grupy „Nieprzejednani”, powstałej z inspiracji Witolda Jodko-Narkiewicza. Udzielał się w Sekcji Lwowskiej PPS. Latem 1905 roku wyjechał do miejscowości Kimry nad Wołgą, do swojej matki. 
W Kimrach wziął udział w ruchu rewolucyjnym 1905 roku, zostając komendantem lokalnej ponadpartyjnej Milicji Robotniczej. Oddział powstał w ramach samoobrony przed czarną sotnią, zawiązaną przez duchowieństwo i monarchistów. Liczebność Milicji dochodziła do 600 ludzi. Jej zadaniem było zagwarantowanie wolności obywatelskiej, realizacja postulatów socjalnych i walka z lichwą w środowisku kupieckim. Milicja, sprawująca władzę nad miejscowością, istniała od końca października do połowy grudnia. Uziembło rozwiązał grupę po upadku powstania moskiewskiego, wiedząc o spodziewanej interwencji wojska. W obawie przed aresztowaniem udał się do Moskwy, w Kimrach pozostawił matkę i żonę. Następnie wyruszył do Królestwa Polskiego, gdzie działał w konspiracyjnych PPS i PPS-Frakcji Rewolucyjnej. 
W czasie I wojny światowej walczył w wojsku austriackim i Legionach. 
W styczniu 1922 został wybrany do Sejmu Litwy Środkowej z listy Rad Ludowych. W trakcie kadencji wyszedł z Klubu Rad Ludowych i dołączył do Klubu Grupy Włościańskiej. W marcu tego roku po samorozwiązaniu się Sejmu został delegatem do Sejmu Ustawodawczego. Jego podpis widnieje pod aktem przyłączenia Wileńszczyzny do Polski. 
Po zakończeniu działalności politycznej zajmował się dziennikarstwem. W czasie II wojny światowej mieszkał w Krakowie, gdzie związał się z działalnością ZWZ i AK, a także lokalnego oddziału PPS. Po 1945 należał do organizacji WRN. 
W 1946 wyjechał potajemnie z Polski. Osiadł w Paryżu, w którym pozostał aż do wiosny 1970. Na emigracji współpracował z polskimi ośrodkami opiniotwórczymi, m.in. Radiem Wolna Europa. Na krótko przed śmiercią wrócił do Polski. 

## Publikacje
W 2009 roku Ośrodek KARTA wydał wspomnienia Adama Uziembły pt. Niepodległość socjalisty, fragmenty są dostępne w wersji elektronicznej.

## Rodzina
Jego pierwszą żoną była Maria z d. Wierzejska, z którą miał syna Adama Uziembłę. Po rozwodzie z pierwszą żoną zawarł w 1917 roku ponowny związek małżeński z Marią z d. Kalińską (późniejszą Marią Uziębło) i miał z nią córkę Anielę (ur. 1919).